# Tiergartenstraße
La Tiergartenstraße (letteralmente: “strada del Tiergarten”) è un’importante strada urbana della città tedesca di Berlino.
Sita interamente nel quartiere del Tiergarten, segna il limite meridionale dell’omonimo parco.

## Storia
Originariamente denominata “Kanonenweg”, assunse il nome attuale (inizialmente scritto “Thiergartenstraße”) l’8 luglio 1831.
Nel 1938 la strada venne prolungata verso ovest: divenne infatti parte della Tiergartenstraße anche l’allora Stülerstraße; nel 1975 questo tratto di strada assunse la nuova denominazione di “Thomas-Dehler-Straße”.

## Tracciato
La Tiergartenstraße ha origine a Kemperplatz come prolungamento della Lennéstraße e si dirige verso ovest segnando il limite meridionale del parco del Tiergarten; termina presso l’incrocio con la Hofjägerallee e la Klingelhöferstraße, proseguendo con la denominazione di Stülerstraße.

## Edifici notevoli
Sul lato sud:
- al n. 1 l’edificio che ospita il Museo degli strumenti musicali, costruito dal 1979 al 1984 su progetto di Hans Scharoun ed Edgar Wisniewski;[2][3]
- al n. 4 il Memoriale commemorativo delle vittime di Aktion T4
- all’angolo con Herbert-von-Karajan-Straße 1 l’edificio della Philharmonie, costruito dal 1960 al 1963 su progetto di Hans Scharoun;[2][3]
- ai nn. 5-11 l’edificio che ospita il Museo delle arti applicate, costruito dal 1978 al 1985 su progetto di Rolf Gutbrod;[4][5]
- ai nn. 12-14 il palazzo dell’ambasciata austriaca, costruito dal 1999 al 2001 su progetto di Hans Hollein;[6]
- al n. 15 il palazzo della rappresentanza del Baden-Württemberg, costruito dal 1998 al 2000 su progetto di Dietrich Bangert;[6]
- ai nn. 16-17 il palazzo dell’ambasciata indiana, costruito dal 1999 al 2000 su progetto di Hilde Léon, Konrad Wohlhage e Siegfried Wernik;[7]
- ai nn. 21-23 il palazzo dell’ambasciata italiana, costruito dal 1938 al 1941 su progetto di Friedrich Hetzelt;[8][9]
- ai nn. 24-27 il palazzo dell’ambasciata giapponese, costruito dal 1938 al 1942 su progetto di Ludwig Moshamer;[9][10]
- ai nn. 30-31 il complesso di rappresentanza della società Krupp, oggi sede del Canisius-Kolleg, costruito dal 1937 al 1938 su progetto di Paul Mebes e Paul Emmerich;[11][12]
- al n. 35 la sede della Fondazione Adenauer, costruita dal 1996 al 1998 su progetto di Thomas van den Valentyn.[13]

### Esplicative
1. ↑  Da non confondersi con l’attuale Stülerstraße; la primitiva Stülerstraße era la strada oggi denominata Thomas-Dehler-Straße.

### Bibliografiche
1. 1 2  (DE) Tiergartenstraße, su berlin.kauperts.de.
2. 1 2  Spagnoli (1993), p. 191.
3. 1 2  Architekturführer (2001), p. 108.
4. ↑  Spagnoli (1993), p. 208.
5. ↑  Architekturführer (2001), p. 109.
6. 1 2  Architekturführer (2001), p. 112.
7. ↑  Architekturführer (2001), p. 113.
8. ↑  Spagnoli (1993), p. 178.
9. 1 2  Architekturführer (2001), p. 111.
10. ↑  Spagnoli (1993), p. 179.
11. ↑  Spagnoli (1993), p. 176.
12. ↑  Architekturführer (2001), p. 114.
13. ↑  Architekturführer (2001), p. 123.